# Fuji T-1
Fuji T-1 Hatsutaka (česky: mladý sokol) byl japonský proudový cvičný letoun vyvinutý společností Fuji Heavy Industries. Byl to první japonský proudový letoun vyvinutý od konce druhé světové války. Sloužil pro pokračovací pilotní výcvik. Mohl nést i lehkou výzbroj. Jeho uživatelem byly Japonské vzdušné síly sebeobrany. Postaveno jich bylo celkem 64 kusů. Vyřazovány byly počátkem 90. let 20. století, několik jich zůstalo provozuschopných. Několik letounů bylo veřejně vystaveno.

## Vývoj

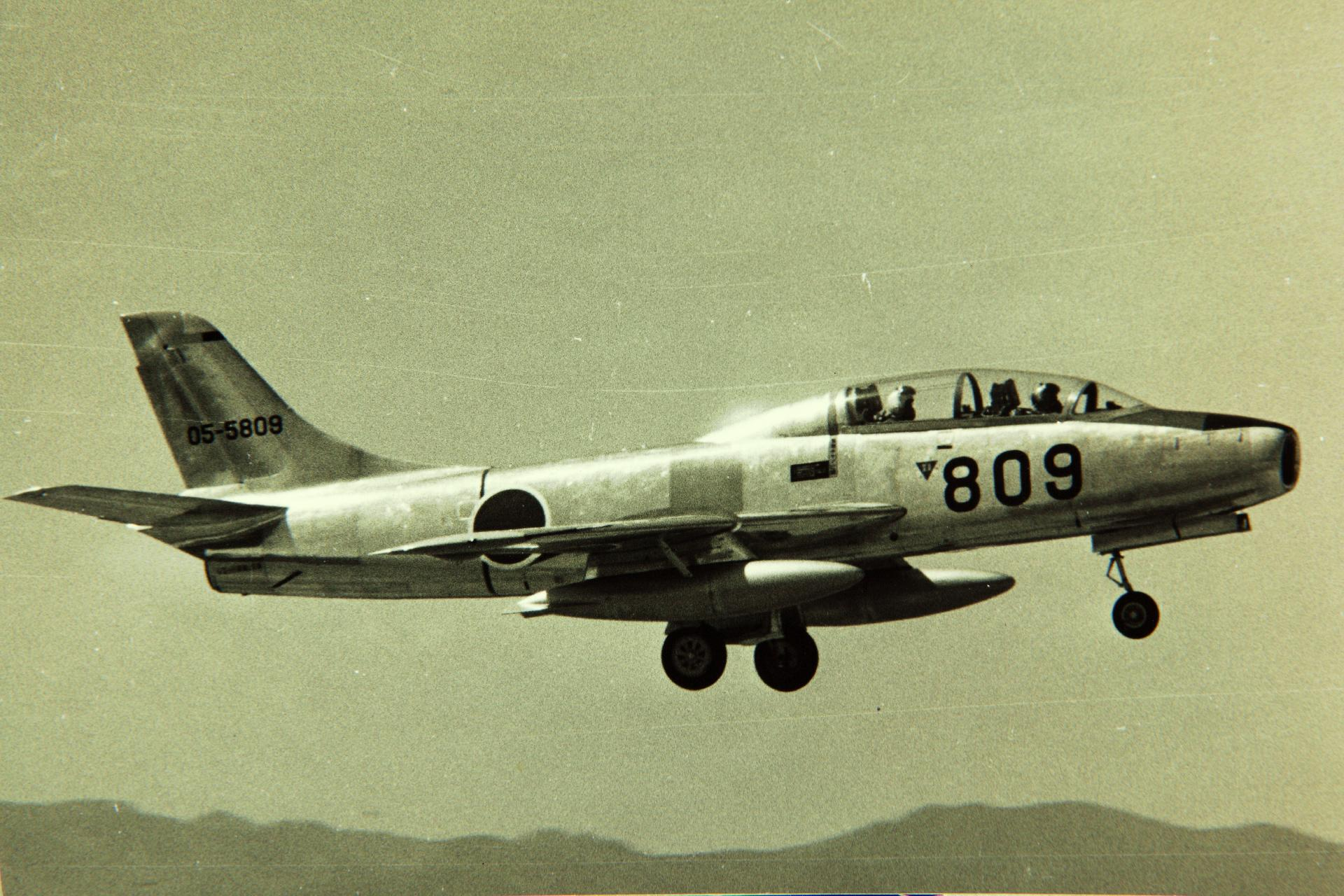
Fuji T-1A

Společnost Fuji Heavy Industries (pokračovatel druhoválečné společnosti Nakadžima) byla v roce 1955 pověřena vývojem proudového cvičného letounu, který by vyplnil mezeru mezi stroji pro základní výcvik a pokročilým typem T-33 Shooting Star. Při vývoji letounu se inspirovala stíhacím letounem F-86F Sabre, v té době v Japonsku stavěným v licenci. Prototyp poháněný britským motorem Bristol Orpheus Mk.805 poprvé vzlétl 19. ledna 1958,druhý prototyp v únoru. Stejný motor poháněl také sériové stroje úvodní verze T-1A. Celkem bylo, včetně prototypů, vyrobeno v letech 1959 až 1962 46 kusů T-1A. Výroba pokračovala verzí T-1B, kterou poháněl slabší domácí motor Ishikawajima-Harima J3-IHI-3. Prototyp této verze poprvé vzlétl 1. června 1960. Celkem bylo vyrobeno od září 1962 do června 1963 20 kusů T-1B. Většina vyrobených letounů byla později modernizována na verzi T-1C, poháněnou motorem IHI J3-IHI-7.

## Verze

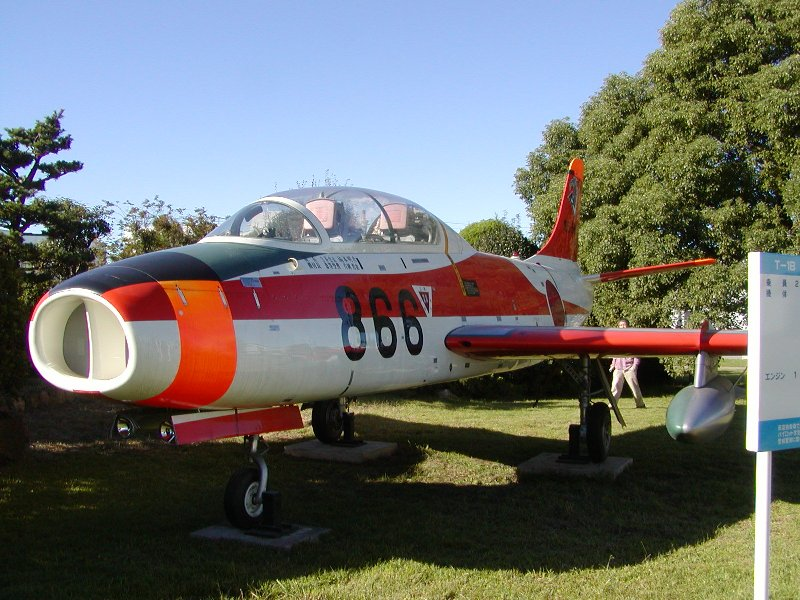
Fuji T-1B

- T-1A – Základní verze poháněná motorem Bristol Orpheus Mk.805 s tahem 17,7 kN.
- T-1B – Verze poháněná motorem IHI J3-IHI-3 s tahem 11,77 kN. Vyrobeno 20 kusů.
- T-1C – Modernizace již vyrobených letounů. Poháněna motorem IHI J3-IHI-7 s tahem 13,72 kN.

## Uživatelé

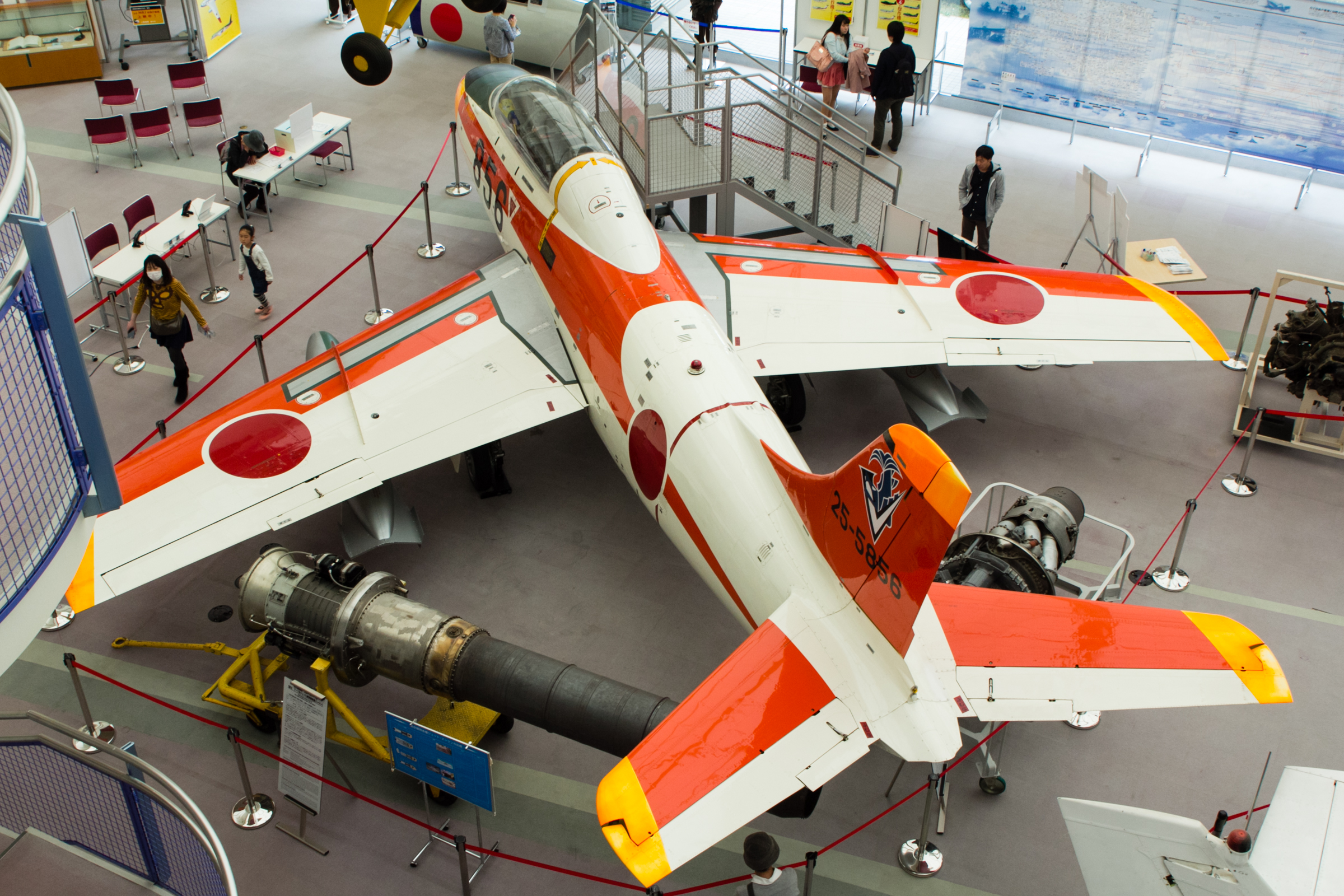
Fuji T-1 v muzejní expozici

- Japonsko
  - Japonské vzdušné síly sebeobrany

## Specifikace (T-1C)
Údaje dle

### Technické údaje
- Posádka: 2
- Rozpětí: 10,5 m
- Délka: 12,12 m
- Výška: 4,08 m
- Nosná plocha: 22,22 m²
- Hmotnost prázdného letounu: 2420 kg
- Vzletová hmotnost: 4150–5000 kg
- Pohonná jednotka: 1× proudový motor Ishikawajima-Harima J3-IHI-3
- Tah pohonné jednotky: 13,72 kN

### Výkony
- Cestovní rychlost: 620 km/h
- Maximální rychlost: 925 km/h
- Praktický dostup: 14 400 m
- Dolet: 1300–1960 km

### Výzbroj
- 1× 12,7mm kulomet Browning M-53-2
- dva závěsníky (2× 455l přídavná nádrž, 2× 340kg puma, 2× řízená střela AIM-9 Sidewinder)